# Jim el cuc
Jim el cuc (en anglès Earthworm Jim) és una sèrie animada de televisió dels Estats Units, basada en la sèrie de videojocs del mateix creada per Doug TenNapel, qui també és el creador de l'adaptació a la pantalla petita. Va ser produïda per Universal Cartoon Studios juntament AKOM, Flextech Television Ltd. i Shiny Entertainment. Va ser estrenada per la cadena Kids' WB el 9 de setembre de 1995 i es va mantindre en antena fins al 13 de desembre de 1996, amb un total de 23 capítols repartits entre dues temporades.
La sèrie va ser doblada al valencià i es va emetre pels programes infantils de Televisió Valenciana.

## Sinopsi
Jim el cuc narra les aventures d'aquest personatge que combat les forces del mal amb el seu vestit robòtic. Molts dels capítols consisteixen en què els seus enemics proven de fer-se amb aquest super-vestit o intenten conquerir l'univers. En altres ocasions, Jim ha de retornar al seu barri i trobar noves fonts d'energia per recarregar les bateries que fan funcionar el tratge.
Els capítols s'inicien amb una seqüència inicial aïllada de Jim el cuc o del personatge Peter Puppy en algun perill que no té relació amb la trama principal de l'episodi. Al mig d'aquest hi ha una historieta curta, normalment protagonitzada per l'enemic duent a terme una activitat quotidiana sense cap relació amb Jim. Al final del capítol, Jim o un altre personatge són colpejats per una vaca, un homenatge al final del videojoc original.
D'altra banda, puntualment es trenca la quarta paret i els personatges parlen a l'audiència i al narrador de la sèrie.